# Иън Гилън Бенд
„Иън Гилън Бенд“ (на английски: Ian Gillan Band) джаз-рок фюжън група, основана от тогава бившия вокал на Дийп Пърпъл Иън Гилън през 1975 г.
След като напуска „Дийп Пърпъл“ през 1973 г., Гилън се оттегля от музикалния бизнес и се впуска в различни начинания, които включват производство на мотоциклети и хотел. Опитите му завършват с провал. Това, заедно с успешното му участие в „The Butterfly Ball and the Grasshopper's Feast“ през 1975 г., го подтиква да се върне към певческата си кариера и да създаде своя група.
Първоначалното име на групата било Shand Grenade, но скоро е променено на „Иън Гилън Бенд“. В състава и влизали Рей Фенуик (китара), Джон Густафсон (бас), Майк Моран (клавишни) и бившия барабанист на Елф Марк Ноусийф. С Роджър Глоувър като продуцент групата издава първия си албум "Chil In Time през 1976 г. Същата година Моран е заменен от Мики Лий Сол (който преди това е свирил в „Елф“ и „Рейнбоу“), но за записа на следващия албум „Clear Air Turbulence“ и той бил сменен от Колин Таунс.
Групата има умерен успех в Япония, но никакъв в Северна Америка. В Европа групата също имала фенове, но като цяло джаз фюжън звученето не допадало на масите. Следващия им албум „Scarabus“ (1977) имал по-рок звучене, но поддържал същото джаз фюжън направление от предишните два. Издаден във вихъра на пънка, албумът нямал успех и Island Records прекратили договора си с групата.
На следващата година Гилън разпуснал групата, но запазил Таунс в новата си формация „Гилън“. През 1978 г., излиза концертен албум на „Иън Гилън Бенд“.

## Дискография
- Child In Time (1976)
- Clear Air Turbulence (1977)
- Scarabus (1977)
- Live at the Budokan (1978)